# Новоберезовська сільська рада (Петуховський район)
Новобере́зовська сільська рада (рос. Новоберёзовский сельский совет) — сільське поселення у складі Петуховського району Курганської області Росії.
Адміністративний центр — село Новоберезово.
Населення сільського поселення становить 509 осіб (2017; 623 у 2010, 770 у 2002).

## Склад
До складу сільського поселення входять:
| Населений пункт     | Населення, осіб (2002) | Населення, осіб (2010) |
| ------------------- | ---------------------- | ---------------------- |
| Вишньовка, присілок | 119                    | 82                     |
| Новоберезово, село  | 515                    | 485                    |
| П'янково, присілок  | 136                    | 56                     |